# فريد إبشتاين
فريد إبشتاين (بالانجليزية: Fred J. Epstein) من مواليد (26 يوليو 1937 - 9 يوليو 2006) يعمل طبيب أطفال في مجال جراحة الأعصاب وله الفضل في تطوير تقنيات جراحة الأعصاب الرائدة لعلاج الأطفال المهددين بأورام الدماغ والحبل الشوكي.

## تعليمه
ولد فريد في يونكيرس، نيويورك، تخرج من جامعة نيويورك من كلية الطب في نيويورك. وقد قام بتدريبه وإقامته في مركز مونتيفيور الطبي في ذا برونكس، كانت إقامته الجراحية العصبية في المركز الطبي بجامعة نيويورك وخدم في الجيش تحت إشراف جوزيف رانسوهوف.

## عمله
في عام 1983، تم تعيينه استاذا لجراحة المخ والأعصاب في جامعة نيويورك (NYU) وبعد ذلك بعامين عُين كمدير قسم جراحة المخ والأعصاب من قبل رانسوهوف، معلمه السابق.
أسس قسم لجراحة المخ والأعصاب للأطفال في المركز الطبي لجامعة نيويورك، وكان المدير المؤسس لمعهد أمراض الأعصاب وجراحة المخ والأعصاب في مستشفى بيت إسرائيل في مدينة نيويورك.
كان رئيسا للجمعية الدولية لجراحة المخ والأعصاب للأطفال والجمعية الأمريكية لجراحة المخ والأعصاب للأطفال. ونشر أكثر من 175 ورقة علمية وكان رئيس تحرير مجلة جراحة المخ والأعصاب للأطفال.
في عام 2001، مُنح جائزة الإنجاز مدى الحياة من الجمعية الأمريكية لجراحى الأعصاب.
كتب كتابين للقراء العامين هما: «إذا وصلت إلى خمسة» و «هدايا الوقت».
في أيلول / سبتمبر 2001، أصيب بإصابات في الدماغ بسبب حادث دراجة، مما أجبره على التقاعد من الممارسة الفعلية. وواصل تقديم المشورة بشأن المسائل العصبية لمستشفى ميامي للأطفال حتى وفاته بسبب سرطان الجلد (ورم ميلانيني).

## وصلات خارجية
- NY Times Obituary
- A Boy, a Dog and Their Neurosurgeon
- AANS Lifetime Achievement Award[وصلة مكسورة]
- The Society of Neurological Surgeons Profile
- "What'll Become of Fred?" Reader's Digest, February 1994